# Ferdinand Glück
Ferdinand Johann Glück, teilweise auch Ferdinando Glück (* 20. Juli 1901 in Gröden; † 21. Dezember 1987 in Selva di Val Gardena) war ein italienischer Skisportler, der im Skilanglauf und im Skispringen aktiv war.

## Werdegang
Glück gehörte als Fahnenträger zur italienischen Mannschaft bei den Olympischen Winterspielen 1928 in St. Moritz. Er startete beim 50-km-Skilanglauf und erreichte Rang 21.
Glück war ein begeisterter Bergsteiger, der in den 1930er Jahren auch als „König der Sellatürme“ bekannt war. In den heimischen Bergen um den Sellastock und den Langkofel eröffnete er über zwanzig neue Felsrouten; zudem gelang ihm 1928 der erste Durchstieg durch die glatte Südwand des Piz Ciavazes.